# IC 564
IC 564 ist eine Spiralgalaxie vom Hubble-Typ Scd im Sternbild Sextant südlich der Ekliptik. Sie ist schätzungsweise 261 Millionen Lichtjahre von der Milchstraße entfernt und hat einen Durchmesser von etwa 135.000 Lichtjahren. Gemeinsam mit IC 563 bildet sie das Galaxienpaar Arp 303. Halton Arp gliederte seinen Katalog ungewöhnlicher Galaxien nach rein morphologischen Kriterien in Gruppen. Dieses Galaxienpaar gehört zu der Klasse Unklassifizierte Doppelgalaxien.
Das Objekt wurde am 21. März 1893 von französischen Astronomen Stéphane Javelle entdeckt.